# Phân tử liên kết tế bào
Phân tử liên kết tế bào (Tiếng Anh: Cell adhesion molecules, viết tắt: CAM) là một tập hợp các protein liên kết tế bào nằm trên màng, có chức liên kết với các tế bào khác hoặc với chất nền ngoại bào (ECM). Về bản chất, các phân tử liên kết tế bào giúp các tế bào dính vào nhau và với môi trường xung quanh. Liên kết tế bào là một thành phần quan trọng trong việc duy trì cấu trúc và chức năng mô. Ở động vật phát triển đầy đủ, các phân tử này đóng vai trò không thể thiếu trong việc tạo ra lực và chuyển động, do đó đảm bảo cơ quan có thể thực hiện các chức năng của chúng. Ngoài vai trò là "keo dán", liên kết của tế bào rất quan trọng trong việc ảnh hưởng đến cơ chế phát triển của tế bào, ức chế tiếp xúc và sự chết tế bào có chương trình. Thông thường, biểu hiện bất thường của CAMs sẽ dẫn đến các bệnh lý, ví dụ như ung thư.

## Cấu trúc
Phân tử liên kết tế bào (CAM) thường là các receptor xuyên màng, bao gồm ba miền: miền nội bào tương tác với bộ xương tế bào, miền xuyên màng và miền ngoại bào. Những protein này có thể tương tác theo nhiều cách khác nhau. Phương pháp đầu tiên là thông qua liên kết đồng ái (homophilic binding), trong đó CAM liên kết với CAM giống hệt. Các phân tử này cũng có khả năng liên kết dị ái (heterophilic binding), nghĩa là một CAM trên một tế bào sẽ liên kết với các CAM khác nhau trên tế bào khác.

## Họ phân tử liên kết tế bào
Có bốn siêu họ CAM chính: siêu họ immunoglobulin của các phân tử liên kết tế bào (IgCAM), Cadherin, Integrin và CTLD (C-type of lectin-like domains proteins). Proteoglycans cũng được coi là một lớp trong hệ phân loại phân tử liên kết tế bào.
Một hệ thống phân loại sử dụng về tính độc lập và tính phụ thuộc calci của CAM. Integrin và siêu nhóm Ig không phụ thuộc vào Ca2+, còn cadherin và selectin phụ thuộc vào Ca2+. Ngoài ra, integrin tham gia vào tương tác chất nền tế bào, trong khi các họ CAM khác tham gia vào tương tác tế bào-tế bào.

### Không phụ thuộc calci

#### Integrin
Integrin, một trong những nhóm receptor chính trong ECM, làm trung gian tế bào ECM tương tác với collagen, fibrinogen, fibronectin và vitronectin. Integrin tạo liên kết thiết yếu giữa môi trường ngoại bào và các con đường truyền tín hiệu nội bào, đóng vai trò trong các hành vi của tế bào như chết theo chương trình, biệt hóa, sống sót và phiên mã.
Integrins là heterodimer, vì cấu trúc gồm một tiểu đơn vị alpha và beta. Có 18 tiểu đơn vị alpha và 8 tiểu đơn vị beta, được kết hợp với nhau để tạo thành 24 tổ hợp integrin khác nhau. Trong mỗi tiểu đơn vị alpha và beta có một miền ngoại bào lớn, miền xuyên màng và miền tế bào chất ngắn. Tên miền ngoại bào là nơi mà các phối tử gắn thông qua việc hai cation. Nhìn chung, Mn2+
 tăng ái lực, Mg2+
 thúc đẩy sự liên kết tế bào và Ca2+
 giảm liên kết tế bào. Các integrins điều chỉnh hoạt động của chúng trong cơ thể bằng cách thay đổi hình dạng. Hầu hết tồn tại ở trạng thái nghỉ trong trạng thái ái lực thấp,nhờ một chất chủ vận bên ngoài khiến hình dạng integrin thay đổi theo hướng tăng ái lực của chúng.
Một ví dụ là tập hợp tiểu cầu; Các chất chủ vận như thrombin hoặc collagen kích hoạt integrin vào trạng thái ái lực cao, gây tăng liên kết fibrinogen, gây kết tụ tiểu cầu.

### Phụ thuộc calci

#### Cadherin
Cadherin là glycoprotein phụ thuộc Ca2+
, họ CAM đồng ái. Cadherin cổ điển (E-, N- và P-) tập trung tại vòng dính, liên kết với mạng lưới xơ actin thông qua các protein liên kết đặc hiệu tên là catenin.
Miền ngoại bào có các đoạn lặp chính tên là miền cadherin ngoại bào (extracellular cadherin domains, ECD). Trình tự này liên quan đến liên kết giữa các ECD khác phụ thuộc Ca2+
, cần thiết trong liên kết tế bào. Miền bào tương có các vùng đặc hiệu để liên kết với protein catenin.

#### Selectin
Selectin là một họ CAM dị ái phụ thuộc vào carbohydrate fucosylate hóa, ví dụ như mucin. Ba đơn vị trong họ selectin là E-selectin (nội mô), L-selectin (bạch cầu) và P-selectin (tiểu cầu). Phối tử đặc trưng nhất cho ba selectin là P-selectin glycoprotein ligand-1 (PSGL-1), là một glycoprotein loại mucin trình diện trên tất cả các tế bào bạch cầu. Chúng đặc biệt quan trọng trong hệ thống miễn dịch có liên quan tới bạch cầu.

## Chức năng sinh học của CAM
Sự đa dạng trong CAM liên quan đến sự đa dạng  trong chức năng sinh học. Một trong những CAM đặc biệt quan trọng trong việc vận chuyển lympho bào tên là addressin. Vận chuyển lympho bào là một quá trình quan trọng xảy ra trong một hệ thống miễn dịch mạnh mẽ. Nó kiểm soát quá trình lưu thông tế bào lympho bám vào các vùng và cơ quan cụ thể. Quá trình này được điều chỉnh cao độ bởi các phân tử liên kết tế bào, đặc biệt là addressin tên là MADCAM1. Kháng nguyên này được biết đến với vai trò trong sự kết dính đặc hiệu mô của lympho  bào với nội mô tĩnh mạch nhỏ.
Chức năng CAM trong ung thư di căn, viêm và huyết khối khiến CAM là mục tiêu điều trị khả thi hiện đang được xem xét. Ví dụ,CAM chặn khả năng di chuyển và xâm nhập của tế bào ung thư ở các vị trí thứ cấp. Chức năng trên được chứng minh trong khối u ác tính di căn đến phổi. Ở chuột, khi các kháng thể chống CAM trong nội mô phổi được sử dụng để điều trị, có sự giảm đáng kể số lượng vị trí di căn.